# Reichraming
Reichraming ist eine Gemeinde mit 1679 Einwohnern (Stand 1. Jänner 2024) in Oberösterreich im Bezirk Steyr-Land im Traunviertel.

## Geografie
Die Ausdehnung von Reichraming beträgt von Nord nach Süd 10,4 km, von West nach Ost 16,9 km, 79,2 % der Fläche sind bewaldet, 11,5 % landwirtschaftlich genutzt. Das Ortszentrum liegt auf 356 m Höhe und befindet sich am Fluss Reichramingbach. Reichraming wird durch die Enns in zwei Ortschaften, Arzberg und Reichraming, geteilt.
Das Gemeindegebiet ist von Bergen umgeben – dem Reichraminger Schneeberg, dem Fahrenberg und dem Schieferstein.

### Gemeindegliederung
Das Gemeindegebiet umfasst folgende zwei Ortschaften (in Klammern Einwohnerzahl Stand 1. Jänner 2024):
- Arzberg (666)
- Reichraming (1013)

Die Gemeinde besteht aus den Katastralgemeinden Arzberg und Reichraming.
Die einzelnen Ortsteile in Reichraming sind Richtung Süden Dirnbach, Niglgraben, Weißenbach, Anzenbach und das Reichraminger Hintergebirge. Richtung Losenstein liegen der Rohrbachgraben, der Steinbachgraben und die Hohe Dirn. Richtung Großraming liegt das Brunnthal und das Heinzl.
Die Gemeinde war ursprünglich Teil des Gerichtsbezirks Weyer, seit 1. Jänner 2014 gehört die Gemeinde zum Gerichtsbezirk Steyr.

### Nachbargemeinden
| Ternberg                  | Losenstein                                  | Laussa     |
| Molln (KI)                | Kompassrose, die auf Nachbargemeinden zeigt | Großraming |
| Rosenau am Hengstpaß (KI) |                                             | Weyer      |

## Geschichte

### Frühgeschichte
Paläolithische Steinwerkzeuge und Knochen, die im Nixloch und in der Schaflucke bei Losenstein gefunden wurden, belegen die frühe Besiedelung des Gebietes rund um Reichraming. Lochäxte und Flachbeile aus der neolithischen Zeit weisen auf einen Siedlungsplatz in der Ortschaft Arzberg hin.

### Mittelalter
Der Name „Reichraming“ (→siehe unten) lässt auf slawische Siedlungen schließen, die ersten Siedlungen entstanden vermutlich im 6. oder 7. Jahrhundert n. Chr. Möglich sind hier sowohl eine Besiedelung über den Pyhrn aus der Kärntner Mark als auch die Besiedelung durch Slawen von Seiten des niederösterreichischen Donauraums. Im 8. Jahrhundert werden im Stiftungsbrief des Klosters Kremsmünster die Slawen, die rund um Steyr wohnen, erwähnt. Eine erste bayerische Siedlungstätigkeit lässt sich eventuell aus dem Hausnamen „Bayrnedt“ erschließen. Nachdem das Gebiet 787 seine Selbständigkeit unter Tassilo III. einbüßte, zählt es seit dieser Zeit zum Frankenreich. Seit dem 12. Jahrhundert gehört Reichraming zum Herzogtum Österreich.
Seit 1490 wird es dem Fürstentum Österreich ob der Enns zugerechnet. Die Bevölkerung lebte zu dieser Zeit von der Landwirtschaft, aber auch das Erz des Schiefersteins und das Holz aus dem Rohrbachgraben legten einen Grundstein für die Entwicklung des Ortes. Zu Beginn des 15. Jahrhunderts sind in der Pfarre Losenstein rund 200 Nagelschmiedemeister beheimatet. Sie verarbeiten Eisen, das an Floßanlegestellen an der Enns bezogen wird.

### 16. bis 20. Jahrhundert
In Verbindung mit der ersten Türkenbelagerung Österreichs im 16. Jahrhundert steht das Türkenhaus, ein denkmalgeschütztes Gebäude, das 1586 erbaut wurde. Dieses steht auf dem Grund eines ehemaligen Hammerherrenhauses, in dem türkische Belagerer Quartier genommen haben könnten. Weitere Hinweise auf eine Belagerung Reichramings durch Akindschi geben die Flurnamen Türkenwiese und Türkentümpel.
Während der Napoleonischen Kriege war der Ort mehrfach besetzt.
Seit 1918 gehört der Ort zum Bundesland Oberösterreich. Nach dem Anschluss Österreichs an das Deutsche Reich am 13. März 1938 gehörte der Ort zum Gau Oberdonau. 1945 erfolgte die Wiederherstellung Oberösterreichs.
Mitte 1982 präsentierte die Ennskraftwerke AG das Projekt zweier hintereinander liegender Speicherkraftwerke mit 80 m (Sperre Große Klause) bzw. 99,5 m Stauhöhe (Sperre Kaiblingsmauer) im Reichraminger Hintergebirge. Es rührte sich breiter Widerstand, koordiniert durch die ARGE Hintergebirge gegen diese Verbauung des mit 20 km Länge größten ökologisch intakten und biologisch wertvollen Bachsystems Oberösterreichs – zum Schutz der Natur sowie auch als Erholungsgebiet. Die Unwirtschaftlichkeit der zu erwartenden Stromproduktion wurde im Frühjahr 1984 von Handelsminister Norbert Steger bestätigt und das Kraftwerksprojekt zurückgezogen.
In der Folge wurde der Triftsteig in der Großen Schlucht als Klettersteig versichert (gesichert), die Radroute bis Unterlaussa und Wanderpfade im Mai 1987 eröffnet. 1997 wurde der Nationalpark Kalkalpen gegründet.

### Einwohnerentwicklung
Im Jahr 1991 hatte die Gemeinde laut Volkszählung 1.936 Einwohner, 2001 dann 1.884 Einwohner. Trotz positiver Geburtenbilanz nahm wegen der stark negativen Wanderungsbilanz die Bevölkerungsanzahl bis 2011 auf 1.805 Personen und bis 2018 auf 1.742 Einwohner ab.

## Ortsnamen

### Der Name Reichraming
Der Ortsname Reichraming hat eine für die Slawistik bedeutende Geschichte. Raming kommt aus dem slawischen Rubьnica (südslawisch: Ribnica), was „Fischbach“ bedeutet. Reichraming heißt also „reicher Fischbach“, gemeint ist dabei der Reichramingbach. Das besondere Interesse für die Linguistik besteht an dem archaischen Lautstand, mit dem dieser Ortsname im frühen Mittelalter von den deutschen Siedlern übernommen wurde. Der Name des Baches ist bereits im Jahre 1082 als Rubinicha belegt, was rubinika und nicht etwa rybьnica voraussetzt, wie nach lange herrschender Ansicht der Slawistik die „urslawische“ Form dieses Wortes lautete.
Der Wiener Slawist Georg Holzer hat unter Hinweis auf den Namen Rubinicha/Raming und etwa zehn weitere, früh in andere Sprachen entlehnte slawische Ortsnamen und Worte seit 1995 nachweisen können, dass die protoslawische Sprache um das Jahr 600 n. Chr. noch weitaus archaischer klang, als bis dahin angenommen (Quelle (u. a.): G. Holzer: Die ersten nachurslavischen lautlichen Innovationen und ihre relative Chronologie; in: Linguistica Baltica 4, S. 247–256; 1995). Tiefgreifende Veränderungen vollzogen sich in den darauf folgenden rund 250 Jahren bis zum Beginn der schriftlichen Überlieferung der slawischen Sprachen in altkirchenslawischen Texten. Auf der Grundlage dieser Texte erschlossen Linguisten seit dem 19. Jahrhundert die „urslawische“ Sprache; die zusätzliche Information der besonders früh in andere Sprachen entlehnten slawischen Lexeme wurde bei dieser Arbeit noch nicht berücksichtigt.

### Ortsbezeichnungen im Gemeindegebiet
Die vorliegenden Angaben entstammen den Darstellungen von Brunnthaler:
- Arzberg: weist auf den erzhaltigen Schieferstein hin. 1255 wird die Ortschaft als Erzperg[8] im Zuge einer Schenkung an das Kloster Garsten erstmals urkundlich erwähnt.
- Anzenbach: kommt entweder vom Personennamen Antzo[9] oder von Atze, was so viel wie Weideplatz bedeutet. Erstmals erwähnt ist die Ortschaft 1530 als Atzenbach[10].
- Dürnbach: soll etymologisch auf dürrer Bach zurückzuführen sein.
- Rohrbachgraben: Der Rohrbachgraben wird 1313 erstmals als Rorbach erwähnt.

## Kultur und Sehenswürdigkeiten

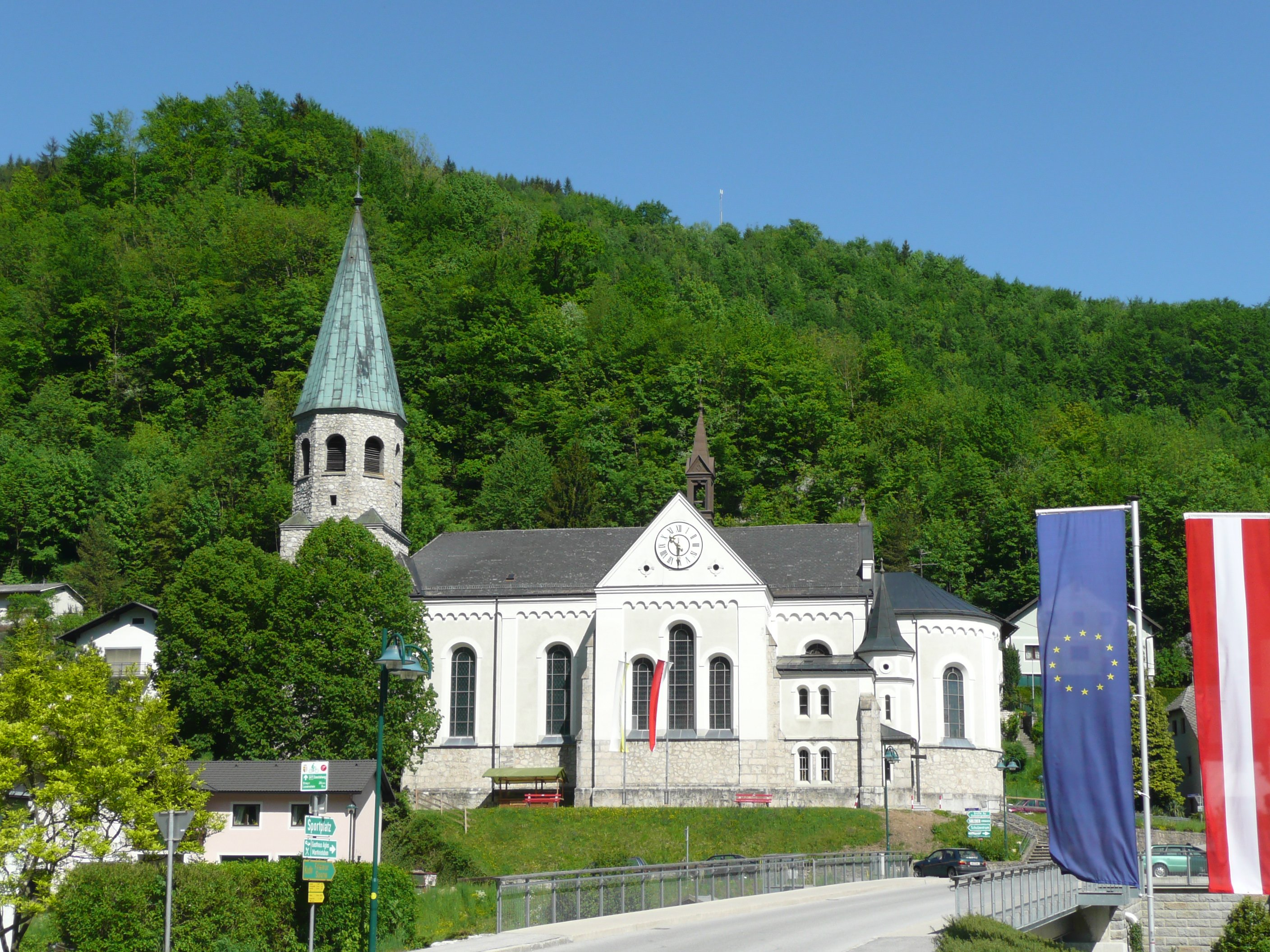
Pfarrkirche Reichraming

- Katholische Pfarrkirche Reichraming hl. Franz von Sales
- Forstmuseum Reichraming: Das harte Leben der Forstarbeiter wird im Museum dokumentiert. Modelle von Triftanlagen und zahlreiche Ausstellungsstücke über die Holzarbeit komplettieren die Ausstellung.
- Nationalpark Kalkalpen
- Einer der erfolgreichsten Vereine des Ortes ist der Judoverein ASKÖ Reichraming.[11]

## Wirtschaft und Infrastruktur
In Reichraming bestand von 1569 bis 1928 die Messingfabrik Reichraming, die zu den ältesten Unternehmen der metallverarbeitenden Industrie in den habsburgischen Erblanden zählte und ein Paradebeispiel der österreichischen Wirtschaftsgeschichte darstellte.
An einem Wehr am Reichramingbach wurde in den 1920er-Jahren das Kleinkraftwerk Schallau errichtet. (Das Speicherkraftwerke-Projekt der EKW aus 1982 wurde nicht realisiert.) Das Wehr wurde 2002 bei einem Hochwasser zerstört. Die Österreichischen Bundesforste errichteten das Wehr erneut und modernisierten das Kraftwerk bis 2006. Mit einer neuen Kaplan-Rohr- und der horizontalen Francis-Turbine aus 1926 werden 320 kW Leistung und 1.250 MWh Jahresausbeute aus 4,95 m Fallhöhe erzeugt.

### Verkehr
- Bahn: Der Bahnhof Reichraming liegt an einer Teilstrecke der Rudolfsbahn, dort endete die ehemalige Waldbahn Reichraming.

## Politik
Der Gemeinderat hat 19 Mitglieder.
- Mit den Gemeinderats- und Bürgermeisterwahlen in Oberösterreich 2003 hatte der Gemeinderat folgende Verteilung: 14 SPÖ und 5 ÖVP.[14]
- Mit den Gemeinderats- und Bürgermeisterwahlen in Oberösterreich 2009 hatte der Gemeinderat folgende Verteilung: 12 SPÖ und 6 ÖVP[15]
- Mit den Gemeinderats- und Bürgermeisterwahlen in Oberösterreich 2015 hatte der Gemeinderat folgende Verteilung: 11 SPÖ und 8 ÖVP.[16]
- Mit den Gemeinderats- und Bürgermeisterwahlen in Oberösterreich 2021 hat der Gemeinderat folgende Verteilung: 10 SPÖ und 9 ÖVP.[17]

### Bürgermeister
Bürgermeister seit 1850 waren:
- 1850–1861 Ignaz Moisl
- 1861–1870 Alois Kuffart
- 1870–1876 Michael Salcher
- 1876–1882 Peter Stieglecker
- 1882–1885 Franz Haider
- 1885–1894 Peter Stieglecker
- 1894–1903 Franz Haider
- 1903–1906 Kuno Dickbauer
- 1906–1919 Ferdinand Grossauer
- 1919–1929 Josef Salcher
- 1929–1934 Rudolf Hubmann
- 1934–1942 Josef Salcher
- 1942–1945 Stephan Seifried
- 1945–1946 Wilhelm Danninger
- 1946–1952 Karl Brandecker
- 1952–1955 Wilhelm Danninger
- 1955–1979 Karl Haider
- 1979–1997 Udo Block (SPÖ)
- 1997–2019 Reinhold Haslinger (SPÖ)[19]
- seit 2020 Michael Schwarzlmüller (SPÖ)

### Wappen
Blasonierung: „Durch eine silberne Schrägleiste geteilt; oben in Rot zwei silberne wurzellose Nadelbäume, der rechte kleiner als der linke, unten von Blau und Gold neunmal geteilt.“ Die Gemeindefarben sind Rot-Gelb.

## Persönlichkeiten

### Söhne und Töchter der Gemeinde
- Udo Block (1941–1997), Bürgermeister und Landtagsabgeordneter
- Walter Berger (* 1963), Biologe, Mediziner, Onkologe und Hochschullehrer

### Personen mit Bezug zur Gemeinde
- Astrid Miglar (* 1970), Schriftstellerin